# Канадские федеральные выборы (1963)
Канадские федеральные выборы 1963 года состоялись в Канаде 8 апреля 1963 года. В результате было выбрано 265 членов 26-го парламента страны. Выиграла выборы либеральная партия во главе с Лестером Пирсоном. Официальной оппозицией стала прогрессивно-консервативная партия.

## Предвыборная кампания
Перед выборами члены кабинета министров Дифенбейкера безуспешно пытались сместить его с поста главы партии. В партии был раскол, связанный с возможностью установки американских ракет на канадской территории. Дифенбейкер выступал против этого предложения, в то время как многие другие члены партии, также как и либералы, выступали за размещение ракет на канадской земле. В результате этого, 4 февраля 1963 года министр национальной безопасности Канады Дуглас Харкнесс (Douglas Harkness) подал в отставку. Вскоре после этого премьер-министр был вынужден объявить дату досрочных выборов.
Либералы во главе с Лестером Пирсоном обещали в случае избрания начать работу с «60-ти дней решений» (60 Days of Decisions). Они планировали решить вопросы канадского флага, реформировать систему здравоохранения, провести пенсионную реформу, а также провести ряд законодательных реформ.
Новая демократическая партия, созданная в 1961 году из федерации объединённого содружества, принимала участие в выборах второй раз. Партия планировала наладить взаимоотношения с рабочими движениями, в особенности в Онтарио, но ей не удалось это сделать.

## Результаты
В результате выборов в парламент страны прошли Либеральная партия Канады, Прогрессивно-консервативная партия Канады, Новая демократическая партия и Партия социального кредита Канады. Кроме того, в выборах принимали участия, но не получили ни одного места в парламенте либерал-лейбористы, коммунистическая партия Канады, Ouvrier Indépendant, националистическая партия, Candidat libéral des electeurs, Socialist Labour.
Либералы выиграли 41 % голосов, но этого не хватило чтобы сформировать правительство большинства. Правительство либералов зависело от поддержки Новой демократической партии в принятии законопроектов. Партия социального кредита продолжила терять места. Затяжной кризис, вызванный отказом Томпсона уступить лидерство в партии Кауэтту, привёл к разделению партии.